# هيلين تشادويك (فنانة)
كانت هيلين تشادويك (18 مايو 1953- 15 مارس 1996) نحاتة ومصوّرة وفنانة تركيب بريطانية. في 1987، صارت إحدى أوَل الفنانات اللاتي رُشحن لجائزة تيرنر. اشتُهرت تشادويك «بتحدي التصورات النمطية للجسد بأشكال أنيقة لكنها غير تقليدية». استمدت أعمالها من مجموعة من المصادر التي تراوحت بين الأساطير والعلوم، مجابهة كثرة من المواد الحشوية غير التقليدية التي ضمت الشوكولاتة وألسنة الحملان والمواد النباتية المتعفنة. حوّل استخدامها الماهر لأساليب التركيب التقليدية هذه المواد غير العادية إلى تركيبات معقدة. لاحظت مورين بيلي أن «هيلين كانت تتكلم دائمًا عن الحرفيّة، فهي مصدر مستمر للمعلومات». كان التعارض الثنائي موضوعًا قويًا في أعمال تشادويك: المغري/ المنفّر، الذكر/ الأنثى، العضوي/ صنيعة الإنسان. «تؤكد تجميعاتها على التناقضات فيما بينها لكنها في نفس الوقت تلغيها، وتصوغ تمثيلاتها الجندرية حسًا بالغموض وجنسانية مربكة تطمس حدود أنفسنا باعتبارنا كيانات منفردة ومستقرة».

## نشأتها وتعليمها
وُلدت هيلين تشادويك في 18 مايو 1953 في كرويدون في إنجلترا. كانت أمها لاجئة يونانية وأبوها من شرق لندن. التقى والداها إبان الحرب العالمية الثانية، في أثينا في اليونان وانتقلا ليعيشا في كرويدون 1946. بعد أن غادرت تشادويك ثانوية كرويدون، شرعت بدراسة مساق في مؤسسة الفنون الجميلة في كلية كرويدون، ثم تابعت لتدرس في جامعة برايتون (1973-1976). تذكرت قائلة: «لم تكن وسائل الإعلام التقليدية دينامية بالحد الكافي قط... منذ وقت مبكر في مدرسة الفنون، أردتُ استخدام الجسد لخلق مجموعة من العلاقات الداخلية مع الجمهور». تألف عرض نيلها الشهادة الصحة العمومية المنزلية (1976) منها رفقة ثلاث نساء أخريات، «يرتدين» أزياء من المطاط مرسومة على جلدهن مباشرة، وينخرطن في جولة نسوية تهكمية من التنظيف والتبرُج. في 1976، انتقلت تشادويك إلى هاكني والتحقت بمساق لدراسة الماجستير في كلية تشيلسي للفنون (1976- 1977). في 1977، انتقلت رفقة أربعة وعشرين فنانًا آخر إلى بيك رود في هاكني، وهي شريط مزدوج من التراسات الفيكتورية التي كانت مرصودة للهدم. بعد أن ربضوا عامين، أقنعوا هيئة تعليم لندن الداخلية بأن يؤجروا المنازل بدلًا من هدمها. صارت بيك رود خلية من الاستديوهات المنزلية التي ضم قاطنوها مورين بيلي، وراي ووكر، وجينيسيس بّي أوريدج.

## حياتها المهنية
بدأت تشادويك العرض بانتظام منذ عام 1977، وبنَت سمعتها باعتبارها فنانة بالتدريج. تحدد ارتقاؤها إلى المجال العمومي بضم عملها إيغو جيومتريا سم (1983) في معرض جماعي سُمي عرض الصيف الأول (1983) في سربنتين. في 1985، بدأت حياة مهنية نشطة في التدريس بصفة محاضر ضيف في عدد من مدارس الفنون في لندن. ضمنت مناصبها في كلية غولدسميث (1985- 1990)، وكلية الفنون الجميلة في تشيلسي، لندن (1985- 1995)، وسنترال سانت مارتينيز، لندن (1987- 1995)، والكلية الملكية للفنون (1990- 1994) تأثيرًا مهمًا على الفن البريطاني المعاصر في أواخر ثمانينات القرن الماضي وتسعينياته، ولا سيما على الفنانين البريطانيين الشباب.
بلغت أعمال تشادويك الشهرة حقًا بعن التحوّلية (1984- 1986)، وهو تركيب ضخم تضمن نحتًا وتصويرًا فوتوغرافيًا في معهد الفنون المعاصرة في لندن. أدى هذا المعرض الذي جال عددًا من الأماكن في إنجلترا واسكتلندا وسويسرا إلى ترشيحها لجائزة تيرنر في 1987. كان ذلك أول عام تترشح فيه النساء لأرفع جوائز الفن المعاصر مستوًى في بريطانيا.